# Museo archeologico di Artimino
Il Museo archeologico comunale di Artimino nel comune di Carmignano è nato per raccogliere ed esporre i reperti provenienti dai numerosi siti archeologici dal territorio circostante, prevalentemente del periodo etrusco.  
Il museo ha sede nel borgo medioevale di Artimino, una frazione del comune di Carmignano (Prato).

## Storia
Il Museo Archeologico Comunale fu inaugurato nel 1983 per ospitare i materiali degli scavi archeologici del territorio e trovò posto al piano seminterrato della Villa Medicea.
Successivamente fu ampliato nel 1987 e nel 1992 per accogliere reperti che coprono un arco cronologico che va dal VII secolo a.C. alla prima età romana imperiale e che provengono dagli scavi che proprio in quegli anni continuavano con successo nelle varie aree archeologiche del territorio comunale:
- L'Area urbana di Artimino posta sul crinale tra il borgo medievale e la Villa Medicea, ed in particolare l'area sacra posta nelle vicinanze della cosiddetta "Paggeria",[1]
- Le Tombe di Boschetti ed il Tumulo di Montefortini.
- La Necropoli di Prato Rosello ed il vicino Tumulo di Grumaggio.
- L'area archeologica di Pietramarina

Dal 2011 il museo è stato riallestito nel borgo di Artimino, nelle antiche stalle granducali, addossate all'esterno della cinta muraria. 
Nel 2013 il Museo Archeologico di Artimino  ha ottenuto dalla Regione Toscana il riconoscimento di “museo di rilevanza regionale“.

## Collezioni
Il museo vanta una collezione di reperti, soprattutto etruschi che sebbene piccola, è composta da alcuni pezzi di grande pregio e interesse scientifico, anche a causa della posizione dei luoghi di ritrovamento, sul margine settentrionale dell'area di diffusione della cultura etrusca. In effetti la scoperta di città etrusche ad Artimino e a Gonfienti, nei pressi di Prato, hanno rappresentato una svolta negli studi sulla presenza etrusca a nord dell'Arno e degli itinerari tra l'Etruria interna e gli insediamenti etruschi oltrappenninici.
Dagli scavi dell'area urbana di Artimino provengono oggetti d'uso comune, utensili e minuti componenti edilizi.
I reperti più importanti e conosciuti provengono invece dalle aree sepolcrali poste intorno ad Artimino come il Tumulo di Montefortini, la Tomba dei Boschetti e soprattutto la Necropoli di Prato Rosello dalla quale proviene un elegante incensiere in bucchero a traforo, scelto come simbolo del museo e il Tumulo di Grumaggio dal quale proviene uno splendido corredo per il cerimoniale del vino, con un grande cratere per la mescita, decorato a figure rosse con personaggi legati ai riti iniziatici dionisiaci, in ottime condizioni di conservazione, e il corrispettivo servizio da simposio in bronzo, con tutta una serie di contenitori e strumenti per la preparazione, il filtraggio e il servizio del vino.
Dalla Tomba del Guerriero, provengono una spada e una lancia in ferro.
Nel museo sono esposte anche alcune steli e cippi arcaici, rinvenuti nell'area del podere Grumolo, oltre a delle urnette cinerarie del periodo ellenistico.